# Anton van Croÿ

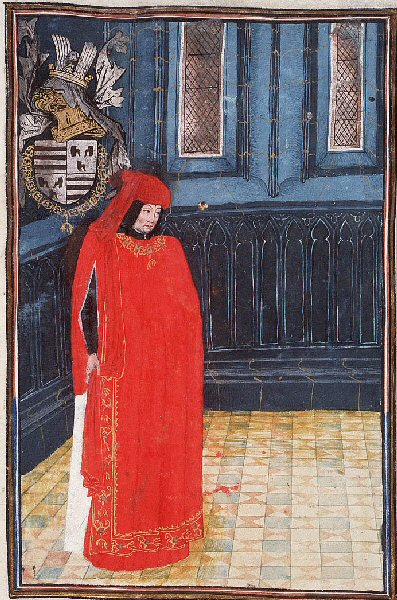
Anton de Grote in een miniatuur uit 1473.

Anton van Croÿ, bijgenaamd de Grote Croÿ (ca. 1385 - 21 september 1475), was een Frans-Bourgondisch staatsman uit het Picardische huis Croÿ. Anton was de eerste van het huis Croÿ die zich in de Nederlanden kwam vestigen en zich in dienst stelde van de Bourgondische hertogen.

## In dienst van Bourgondië
Hij was in dienst van hertog Jan zonder Vrees toen hij in 1407 betrokken raakte bij de moord op Lodewijk van Orléans. Het jaar daarop onderscheidde hij zich in de Slag bij Othée tegen de Luikse opstandelingen.
Na de moord op Jan zonder Vrees in 1419 werd hij een van de belangrijkste medewerkers van Filips de Goede. Militair onderscheidde hij zich onder meer in de Slag bij Brouwershaven (1426) en bij het neerslaan van alweer een nieuwe Luikse opstand (1430).
Anton was een van de eerste leden van de Orde van het Gulden Vlies in 1430.
Hij werd kamerheer aan het Bourgondische hof, en Filips de Goede belastte hem onder meer met het stadhouderschap van Namen (1448), het stadhouderschap van Luxemburg (1452). Ten slotte werd hij vermeld als mogelijke gouverneur-generaal der Nederlanden indien Filips' afwezigheid plaatsvond, gelet op diens geplande kruistocht ter bevrijding van Constantinopel.

## Ongenade en verzoening
Nog tijdens de regering van Filips de Goede werd Anton door de Franse koning verheven tot graaf van Porcéan (Château-Porcien) (1455) en van Guînes (1461). Lodewijk XI benoemde hem tot grootmeester van Frankrijk (1463).
Karel de Stoute had als graaf van Charolles, zoon en opvolger van Filips de Goede, de machtspositie van de Fransgezinde familie Croÿ aan het hof van zijn vader met lede ogen moeten bezien. Toen hij de tijd rijp achtte werden Anton, zijn broer Jan II van Croÿ en diens zoon Filips, beschuldigd van samenzwering. Hij had immers niet kunnen verkroppen dat zij Filips de Goede hadden aangeraden de steden in Picardië, verworven bij de vrede van Atrecht (1435) terug te geven aan Frankrijk. De Croÿs werden verbannen van het hof, ontslagen uit hun ambten en hun goederen werden verbeurd verklaard.
De Croÿs vroegen tevergeefs om voor een rechtbank van ridders van het Gulden Vlies te worden gedaagd. Deze verklaarde zich echter onbevoegd aangezien enkel de vorst kon beoordelen wat verraad precies inhield.
Uiteindelijk kwam het in 1473 tot een verzoening waarbij de achtentachtigjarige Anton zich voor de voeten van de hertog op de grond wierp.

## Huwelijken en kinderen
Anton trouwde in 1410 met Maria van Roubaix, dochter van Jan van Roubaix. Zij hadden een dochter:
- Margaretha, trouwde in 1432 met Hendrik IV van Montfoort.

Zijn tweede huwelijk in Brugge in 1432 was met Margaretha van Lotharingen-Vaudémont, dochter van Anton van Vaudémont, bracht de heerlijkheden Aarschot en Bierbeek in de familie, en het erfelijk ambt van maarschalk van Brabant.
Zij kregen zes kinderen:
- Johanna (ca.1435-1504), trouwde in 1454 met Lodewijk I van Palts-Zweibrücken.
- Maria, trouwde in 1461 met Willem van Loon en na diens dood met Georg, graaf van Virneburg.
- Filips I van Croÿ († 1511) werd stamvader van de tak Croÿ-Aarschot.
- Isabelle, trouwde met Guyon d'Estouteville.
- Jan III van Croÿ (1436-1505) werd stamvader van de tak Croÿ-Roeulx.
- Jacqueline, trouwde met Jan III van Ligne.

## Voorouders
| Voorouders van Anton van Croÿ | Voorouders van Anton van Croÿ                                 | Voorouders van Anton van Croÿ                                 | Voorouders van Anton van Croÿ                                 | Voorouders van Anton van Croÿ                                 | Voorouders van Anton van Croÿ                                          | Voorouders van Anton van Croÿ                                          | Voorouders van Anton van Croÿ                                          | Voorouders van Anton van Croÿ                                          |
| ----------------------------- | ------------------------------------------------------------- | ------------------------------------------------------------- | ------------------------------------------------------------- | ------------------------------------------------------------- | ---------------------------------------------------------------------- | ---------------------------------------------------------------------- | ---------------------------------------------------------------------- | ---------------------------------------------------------------------- |
| Overgrootouders               | ? (-) ∞ ? (-)                                                 | ? (-) ∞ ? (-)                                                 | ? (-) ∞ ? (-)                                                 | ? (-) ∞ ? (-)                                                 | ? (-) ∞ ? (-)                                                          | ? (-) ∞ ? (-)                                                          | Jan van Vlaanderen (1295-1325) ∞ Beatrix van Chantillon (1294-1350)    | Jan van Vlaanderen (1295-1325) ∞ Beatrix van Chantillon (1294-1350)    |
| Grootouders                   | Guilaume I van Croÿ (-) ∞ Isabelle de Renty (-)               | Guilaume I van Croÿ (-) ∞ Isabelle de Renty (-)               | Guilaume I van Croÿ (-) ∞ Isabelle de Renty (-)               | Guilaume I van Croÿ (-) ∞ Isabelle de Renty (-)               | Guilaume van Craon (1318-1387) ∞ Margaretha van Vlaanderen (1320-1387) | Guilaume van Craon (1318-1387) ∞ Margaretha van Vlaanderen (1320-1387) | Guilaume van Craon (1318-1387) ∞ Margaretha van Vlaanderen (1320-1387) | Guilaume van Craon (1318-1387) ∞ Margaretha van Vlaanderen (1320-1387) |
| Ouders                        | Jan I van Croÿ (1365-1415) ∞ Margaretha van Craon (1368-1420) | Jan I van Croÿ (1365-1415) ∞ Margaretha van Craon (1368-1420) | Jan I van Croÿ (1365-1415) ∞ Margaretha van Craon (1368-1420) | Jan I van Croÿ (1365-1415) ∞ Margaretha van Craon (1368-1420) | Jan I van Croÿ (1365-1415) ∞ Margaretha van Craon (1368-1420)          | Jan I van Croÿ (1365-1415) ∞ Margaretha van Craon (1368-1420)          | Jan I van Croÿ (1365-1415) ∞ Margaretha van Craon (1368-1420)          | Jan I van Croÿ (1365-1415) ∞ Margaretha van Craon (1368-1420)          |
| Anton van Croÿ (1380-1473)    |                                                               |                                                               |                                                               |                                                               |                                                                        |                                                                        |                                                                        |                                                                        |

- Gemeinsame Normdatei: 132251604
- Virtual International Authority File: 3628282